# Lysimachia parvifolia
Lysimachia parvifolia är en viveväxtart som beskrevs av Adrien René Franchet. Lysimachia parvifolia ingår i släktet lysingar, och familjen viveväxter. Inga underarter finns listade i Catalogue of Life.